# Wurt
Wurt (ang. Vurt) – angielska powieść fantastycznonaukowa, której autorem jest Jeff Noon. Wygrała Nagrodę im. Arthura C. Clarke’a i pojawiła się na liście The Best Novels of the Nineties.

## Wydanie
Po raz pierwszy została wydana w 1993. Była debiutem zarówno autora, jak i niewielkiego wydawnictwa Ringpull.  
W Polsce pierwsze wydanie ukazało się w 1998 w Wydawnictwie Mag, w tłumaczeniu Jacka Manickiego. Wznowienie tego przekładu pojawiło się w 2013, w ramach serii Uczta Wyobraźni, tworzonej przez tego samego wydawcę. W nowszym wydaniu można znaleźć dodatkowe opowiadania autora (w tłumaczeniu Wojciecha Szypuły).

## Fabuła
Powieść opowiada o Skrybie, mężczyźnie, który wraz ze swoim gangiem poszukuje zaginionej siostry. Tytuł książki to nazwa rodzaju narkotyków, które przenoszą ludzi do wspólnej, alternatywnej rzeczywistości. Zażywa się je poprzez ssanie wielokolorowych piórek.